# Amalthea (maan)
Amalthea is de derde maan in de eerste groep manen van Jupiter. Ze werd ontdekt op 9 september 1892 door Edward Emerson Barnard met de 91 cm refractietelescoop van het Lick-observatorium. Amalthea was de vijfde en laatste maan die ontdekt werd door directe visuele observatie (in plaats van fotografie) en de eerste maan sinds Galileo Galilei in 1610 de vier Galileïsche manen ontdekte. Amalthea is genoemd naar de nimf Amalthea, die in de Griekse mythologie de jonge Jupiter met geitenmelk voedde.
Amalthea is het roodste object in het zonnestelsel, nog roder dan de planeet Mars. De rode kleur lijkt afkomstig te zijn van zwavel dat afkomstig is van de maan Io. Er worden ook lichte groene plekken waargenomen op de hellingen van Amalthea, maar de oorsprong van deze kleur is nog niet bekend.
Amalthea heeft een onregelmatige vorm en is zwaar getekend door inslagkraters, waarvan sommige extreem groot zijn vergeleken met de grootte van de maan. De krater Pan, de grootste krater, is 100 kilometer in doorsnede en is minstens 8 kilometer diep. Een andere krater, Gaea, is 80 kilometer in doorsnede en is waarschijnlijk twee keer zo diep als Pan. Amalthea heeft twee bergen, Mons Lyctas en Mons Ida met lokaal reliëf dat tot ongeveer 20 kilometer reikt.
De combinatie met de onregelmatige vorm van Amalthea en de vrij grote afmetingen betekenen dat Amalthea een vrij rigide opbouw heeft; indien de maan van ijs of andere zwakke materialen zou zijn, dan zou haar eigen zwaartekracht de maan samentrekken in een meer bolvormige vorm. Zoals alle manen van Jupiter is de maan door getijdewerking vastgezet aan Jupiter, haar lange as wijst altijd in de richting van Jupiter. Amalthea's samenstelling lijkt waarschijnlijk meer op die van een planetoïde dan op die van de Galileïsche manen. Net als Io straalt Amalthea meer warmte uit dan het van de Zon ontvangt. Dit wordt waarschijnlijk veroorzaakt door elektrische stromen die in haar opgewekt worden door haar omloop door het magnetisch veld van Jupiter.